# Список католикосов Армянской апостольской церкви
Хронология правления верховных епископов и католикосов всех армян (68 г. н. э. — н. в.).
Резиденции:
- Вагаршапат (Эчмиадзин) — 302—484 гг.
- Двин — 484—931 гг.
- Ахтамар — 931—944 гг.
- Аргина — 944—992 гг.
- Ани — 992—1065 гг.
- Цамндав (в Малой Армении) — 1066—1105 гг.
- Шугри (в Киликии) — 1105—1116 гг.
- Цовк — 1116—1147 гг.
- Ромкла (в Киликии) — 1147—1292 гг.
- Сис (в Киликии) — 1293—1441 гг.
- С 1441-го — снова Вагаршапат (Эчмиадзин)

См. также: Армянская Апостольская Церковь.

## Эчмиадзинский Католикосат

### Хронология правления Патриархов-Католикосов

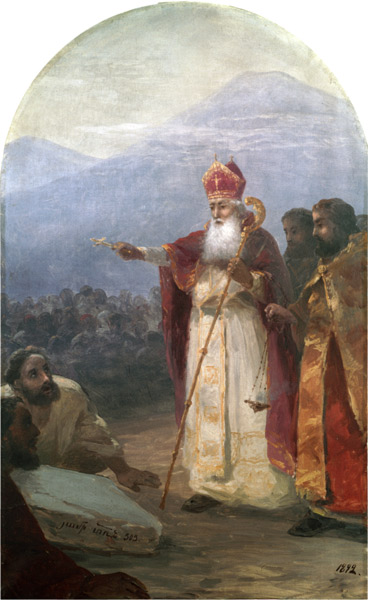
Григорий Просветитель в картине И. К. Айвазовского. «Крещение армянского народа. Григорий Просветитель». 1892

1. св. Григорий I Просветитель (302—325)
2. св. Аристакес I (325—333)
3. св. Вртанес I (333—341)
4. св. Иусик I (341—347)
5. Парен I (348—352)
6. св. Нерсес I Великий (353—373)
7. Саак I (373—377)
8. Завен I (377—381)
9. Аспуракес I (381—386)
10. св. Саак I (Партев) (387—436)
11. св. Овсеп I (Вайоцдзорци) (437—452)
12. Мелитэ I (452—456)
13. Мовсес I (456—461)
14. св. Гют I (461—478)
15. св. Ованес I (Мандакуни) (478—490)
16. Бабкен I (Отмесеци) (490—516)
17. Самвел I (516—526)
18. Муше I (526—534)
19. Саак II (534—539)
20. Кристофор I (539—545)
21. Гевонд I (545—548)
22. Нерсес II (548—557)
23. Ованес II (557—574)
24. Мовсес II (574—604)
25. Абраам I (607—615)
26. Комитас I (615—628)
27. Кристофор II (628—630)
28. Езр I (630—641)
29. Нерсес III (641—661)
30. Анастас I (661—667)
31. Исраел I (667—677)
32. Саак III (677—703)
33. Егиа I (703—717)
34. Ованес III (717—728)Ованес III Одзнеци. Картина XVIII века
35. Давид I (728—741)
36. Трдат I (741—764)
37. Трдат II (764—767)
38. Сион I (767—775)
39. Есаи I (775—788)
40. Степанос I (788—790)
41. Оваб I (790—791)
42. Согомон I (791—792)
43. Геворк I (792—795)
44. Овсеп II Скорпион (795—806)
45. Давид II (806—833)
46. Ованес IV (833—855)
47. Закария I (855—876)
48. Геворк II (877—897)
49. Маштоц I (897—898)

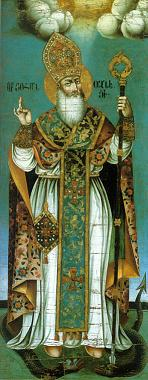
Ованес III Одзнеци. Картина XVIII века

50. Ованес V (Драсханакертци) (898—929)
51. Степанос II (Риштуни) (929—930)
52. Теодорос I (Риштуни) (930—941)
53. Егише I (Риштуни) (941—946)
54. Ананиа I (946—968)
55. Ваан I (968—969)
56. Степанос III (969—972)
57. Хачик I (973—992)
58. Саркис I (992—1019)
59. Петрос I Гетадарец (1019—1058)
60. Хачик II (1058—1065)
61. Григор II (Палавуни) (1066—1105), известны также как Григорий II Вкаясер[1]
62. Барсег I (1105—1113)
63. Григор III Пахлавуни (1113—1166)
64. Св. Нерсес IV (Шнорали) (1166—1173)Нерсес IV
65. Григор IV Тха (1173—1193)
66. Григор V (Каравежа) (1193—1194)
67. Григор VI (Апират) (1194—1203)
68. Ованес VI (Мечабаро) (1203—1221)
69. Константин I (1221—1267)
70. Акоп I (Гимнакан) (1268—1286)

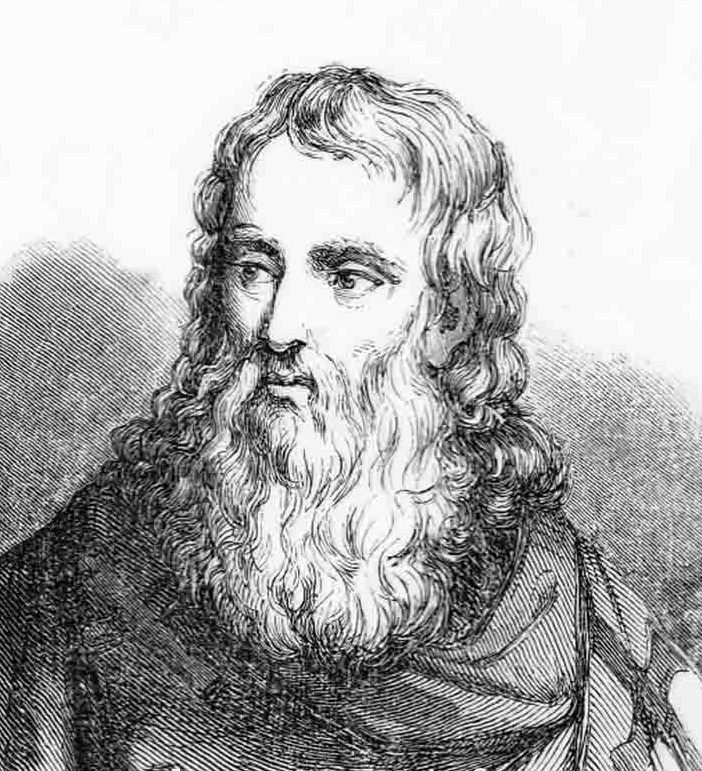
Нерсес IV

71. Константин II (Пронагорц) (1286—1289)
72. Степанос IV (1290—1293)
73. Григор VII Анаварзеци (1293—1307)
74. Константин III Кесараци (1307—1322)
75. Константин IV (1323—1326)
76. Акоп II (1327—1341), (1355—1359)
77. Мхитар I (1341—1355)
78. Месроп I Артазеци (1359—1372)
79. Константин V (1372—1374)
80. Погос I (1374—1382)
81. Теодорос II (1382—1392)
82. Карапет I (1393—1404)
83. Акоп III (1404—1411)
84. Григор VIII (Хандсгат) (1411—1418)
85. Погос II (1418—1430)
86. Константин VI (Вагаци) (1430—1439)
87. Григор IX (Мусабегиян) (1439—1441)
88. Киракос I (1441—1443)
89. Григор X (1443—1465)
90. Аристакес II (Аротакал) (1465—1469)
91. Саркис II (Аджатар) (1469—1474)
92. Ованес VII (1474—1484)
93. Саркис III (Мусаил) (1484—1515)
94. 3акария II (1515—1520)
95. Саркис IV (1520—1536)
96. Григор XI (1536—1545)
97. Степанос V (1545—1567)
98. Микаел I (1567—1576)
99. Григор XII (1576—1590)
100. Давид IV (1590—1629)
101. Мовсес III (1629—1632)
102. Пилипос I (1633—1655)
103. Акоп IV (1655—1680)
104. Егиазар I (1681—1691)
105. Нахапет I (1691—1705)
106. Александр I (1706—1714)
107. Аствацатур I (1715—1725)
108. Карапет II (1726—1729)
109. Абраам II (1730—1734)
110. Абраам III (1734—1737)
111. Лазар I (1737—1751)
112. Минас I (1751—1753)
113. Александр II (Каракасиан) (1753—1755)
114. Саак V (1755)
115. Акоп V Шемахеци (1759—1763)
116. Симеон I (1763—1780)
117. Гукас I (1780—1799)
118. Овсеп (Иосиф) (князь Аргутинский-Долгорукий — Арлутян-Еркайнабазук)
119. Давит V (Корганьян) (1801—1807)
120. Даниел I (1807—1808)
121. Епрем I (1809—1830)
122. Ованес VIII Карбеци (1831—1842)
123. Нерсес V (1842—1857) Нерсес V Аштаракеци (худ. А. Овнатанян)
124. Маттеос I (Чухаджян) (1858—1865)

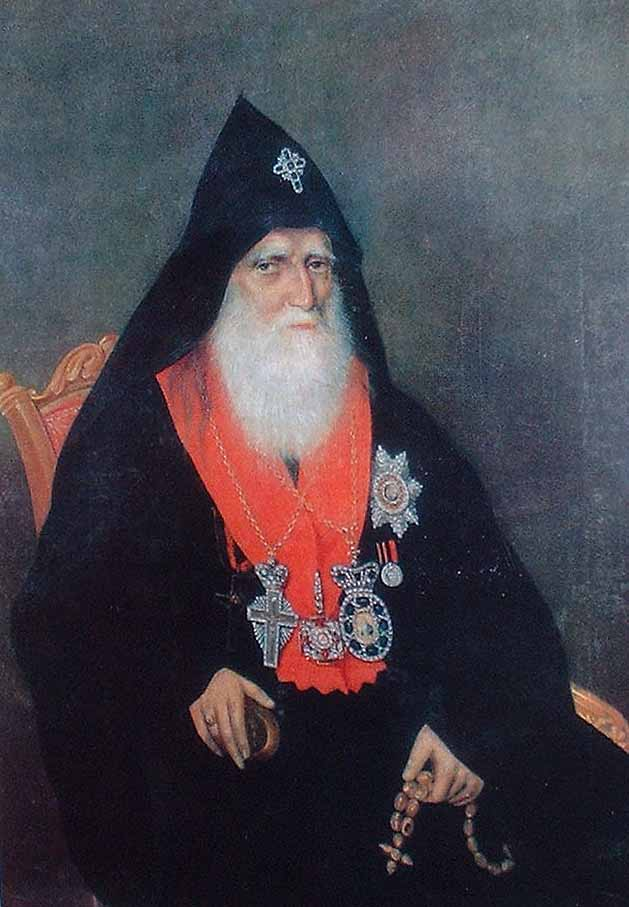
Нерсес V Аштаракеци (худ. А. Овнатанян)

125. Геворк IV (Керестеджиан) (1866—1882)
126. Макар I (Тер-Петросян) (1885—1891)
127. Мкртич I Хримян (1892—1907)
128. Маттеос II (Измирлян) (1908—1910)
129. Геворг V Тпхисеци Суренянц (1911—1930)
130. Хорен I (Мурадбегян) (1932—1938)
131. Геворк VI (1945—1954)
132. Вазген I (1955—1994)
133. Гарегин I (1995—1999)
134. Гарегин II (с 1999)

### КатоликосыДвина(373—395).
- 1. Иусик (373—387).
- 2. Завен (387—390).
- 3. Саак (ок. 390—392).
- 4. Аспурак (ок. 392—395).

### Католикосы автономной церквиАлбании(ок.706—1828).
- Симеон I (706—707)
- Михаил (707—744)
- Анастасий I (744—748)
- Иосиф I (Овсеп) (748—765)
- Давид I (765—769)
- Давид II (769—778)
- Матфей I (778—779)
- Моисей I (779—781)
- Аарон (781—784)
- Соломон I (784)
- Феодор (784—788)
- Соломон II (788—789)
- Иоанн II (Ованнес) (799—824)
- Моисей II (824)
- Давид III (824—852)
- Иосиф II (852—877)
- Самуил (877—894)
- Ховнан (894—902)
- Симеон II (902—923)
- Давид IV (923—929)
- Исаак (Саак) (929—947)
- Гагик (947—958)
- Давид V (958—965)
- Давид VI (965—971)
- Петр I (971—987)
- Моисей III (987—993)
- Марк, Иосиф III, Марк, Стефан I (в период с 993 по 1079)
- Иоанн III (1079—1121)
- Стефан II (1129—1131)
- Григорий I (ок. 1139)
- Бежген (ок. 1140)
- Нерсес II (1149—1155)
- Стефан III (1155—1195)
- Иоанн IV (1195—1235)
- Нерсес III (1235—1262)
- Стефан IV (1262—1323)
- Сукян и Петр II (ок. 1323—1331)
- Захария II (ок. 1331
- Давид VII (?)
- Карапет (1402—1420)
- Иоанн V (ок. 1426—1428)
- Матфей II (ок. 1434)
- Атанас II, Григорий II и Иоанн VI (1441—1470)
- Азария (?)
- Фома (ок. 1471)
- Аристакес I (?)
- Стефан V (ок. 1476)
- Нерсес IV (ок. 1478)
- Шмавон I (ок. 1481)
- Аракел (1481—1497)
- Матфей III (ок. 1488)
- Аристакес II (1515 — ок. 1516)
- Сергий I (Саркис) (ок. 1554
- Григорий III (ок. 1559—1574)
- Петр III (1571)
- Давид VIII (ок. 1573)
- Филипп (?)
- Иоанн VII (1574—1584)
- Давид IX (ок. 1584)
- Анастасий II (ок. 1585)
- Шмавон II (1586—1611)
- Аристакес III Колатакци (ок. 1588)
- Меликсет Арашеци (ок. 1593)
- Симеон III (ок. 1616)
- Петр IV Хондзакский (1653—1675)
- Симеон IV Хоторашенский (1675—1701)
- Иеремия Гасан-Джалал (1676—1700)
- Исаия Гасан-Джалал (1702—1728)
- Нерсес V (1706—1736)
- Исраель (1728—1763)
- Нерсес VI (1763)
- Иоанн VIII Гандзасарский (1763—1786)
- Симеон V Хоторашенкский (1794—1810)
- Сергий II (Саргис) Гандзасарский (1810—1828); с 1815 — с титулом митрополита).

### КатоликосыАхтамара(Ахтамарский Католикосат) (ок.1117—1780).
- Давид (ок. 1117—1140).
- Захария III (1434—1464).
- Степанос (ок. 1464—1480).
- Григорис I (1512—1544).
- Григорис II (ок. 1574).
- Мартирос (ок. 1655).
- Никогайос (1743—1754).
- Григорис IV (1754—1761).
- Товма (1761—1780).

ок. 1780 объединение с Эчмиадзином.

### КатоликосыСиса(Киликийский Католикосат) (1442—).
- Карапет Евдокаци (1446—1477).
- Степанос Сарадзодци (1475—1488).
- Иоанн I Антиохийский (1488—1489)
- Иоанн II Тлкурандци (1489—1525)
- Иоанн III Килисци (Молния) (1525—1539)
- Симеон I Зейтунци (1539—1545)
- Лазарь I Зейтунци (1545—1547)
- Торос I Ссеци (из Сиса) (1548—1553)
- Хачатур I Чорик (1553—1558)
- Хачатур II Зейтунци (Хачик Улнеци, Музыкант) (1560—1584)
- Азария I Джугаеци (1584—1601)
- Иоанн IV Айнтапци (1601—1621)
  - Петрос I (местоблюститель) (1601—1608)
- Мианс I Ссеци (Карнеци, Тацах) (1621—1632)
- Симеон II Себастиаци (1633—1648)
- Нерсес I Себастиаци (1648—1654)
- Торос II Себастиаци (1654—1657)
- Хачатур III Галатаци (Минтерджян) (1657—1674)
- Саак I Килисци (Мейханеджян) (1674—1686)
- Азариа II (1683—1686) (?)
- Григорий I Аданаци (Пицак) (Григорий II Аданаци) (1686—1693)
- Аствацатур I Сасунци (Нарин) (1693—1693)
- Матеос (Матфей) I Кесариаци (Сари) (1694—1705)
- Иоанн V Аджнеци (1705—1721)
- Григорий II Кесараци (Угурлян) (1721/2—1729)
- Иоанн VI Аджнеци (1729/30—1731)
- Гукас (Лука) I Аджапахян (хранящий десницу) (1731—1737)
- Михаил I Аджапахян (хранящий десницу) (1737—1758)
- Гавриил I Аджапахян (хранящий десницу) (1758—1770)
- Ефрем I Аджапахян (хранящий десницу) (1771—1784)
- Теодорос (Федор) III Аджапахян (хранящий десницу) (1784—1796)
- Киракос I Аджапахян (хранящий десницу) (Великий) (1797—1822)
- Ефрем II Аджапахян (хранящий десницу) (1822—1833)
- Михаил II Аджапахян (хранящий десницу) (1833—1855)
- Киракос II Аджапахян (хранящий десницу) (1855—1865)
  - вакантно (1865—1871)
- Мкртич I Кефсизян (Марашеци) (1871—1894)
  - вакантно (1894—1902)

Антилясский период, в Ливане с 1930 года.
- Саак II Хапаян (1902—1939)
  - Бабкен II (соправитель) (1931—1936)
- Петрос (Петр) I Сараджян (1940)
  - вакантно (1940—1943).
- Гарегин I (Овсепян) (1943—1952)
- Зарей I Паяаслян (1956—1963)
- Хорен I Пароян (1963—1983)
- Гарегин II Саркисян (1977—1995, до 1983 соправитель), избран Католикосом Всех Армян и стал Гарегином I
- Арам I Кешишян (с 1995).